# Pont Caulaincourt
Pour les articles homonymes, voir Caulaincourt.
Le pont Caulaincourt est un pont routier de Paris. Fait quasi-unique en France, il permet le franchissement du cimetière de Montmartre par la rue Caulaincourt. C’est le premier pont de Paris construit en poutres d'acier rivetées.

## Description

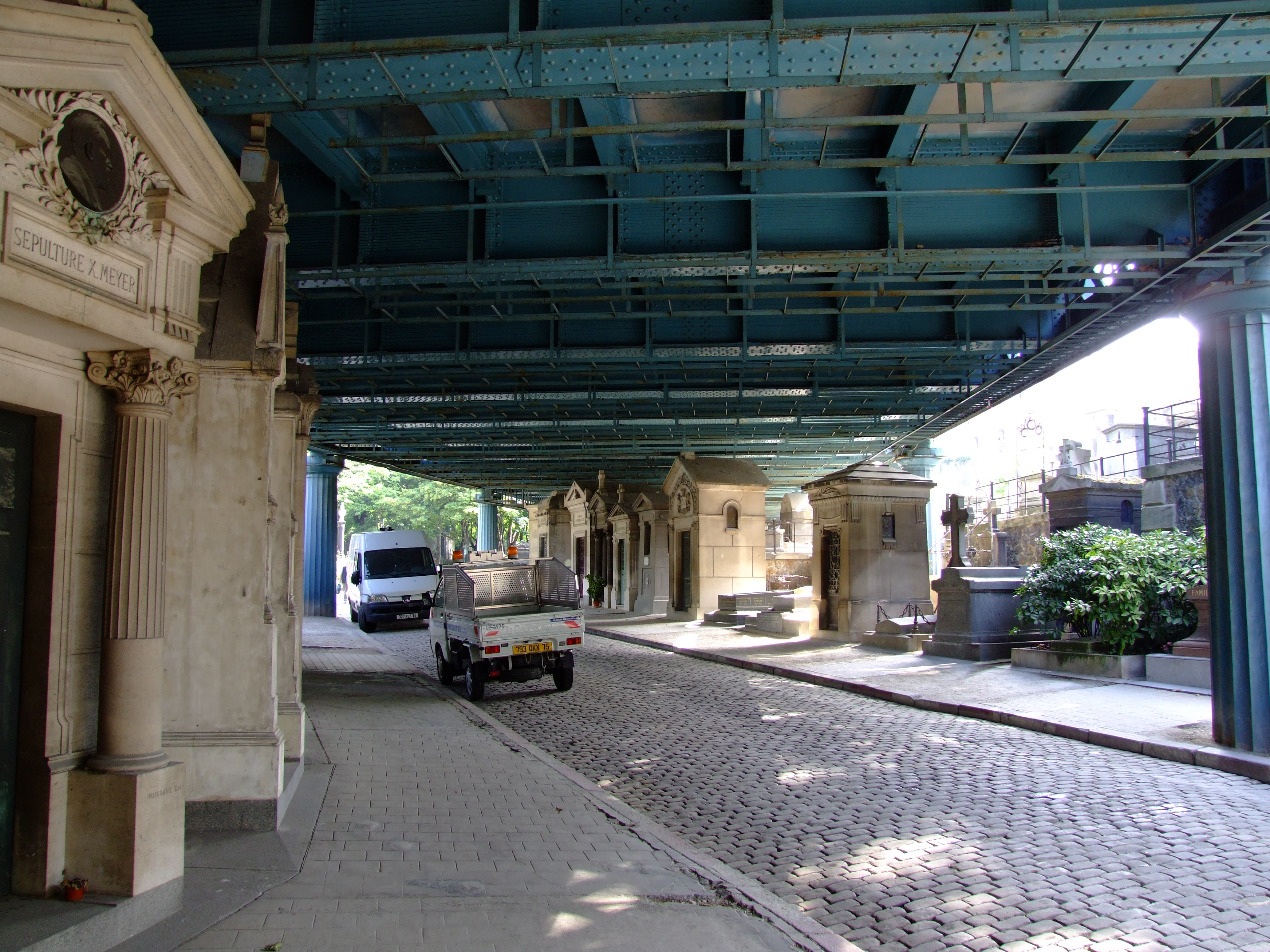
Allée du cimetière sous le tablier du pont.

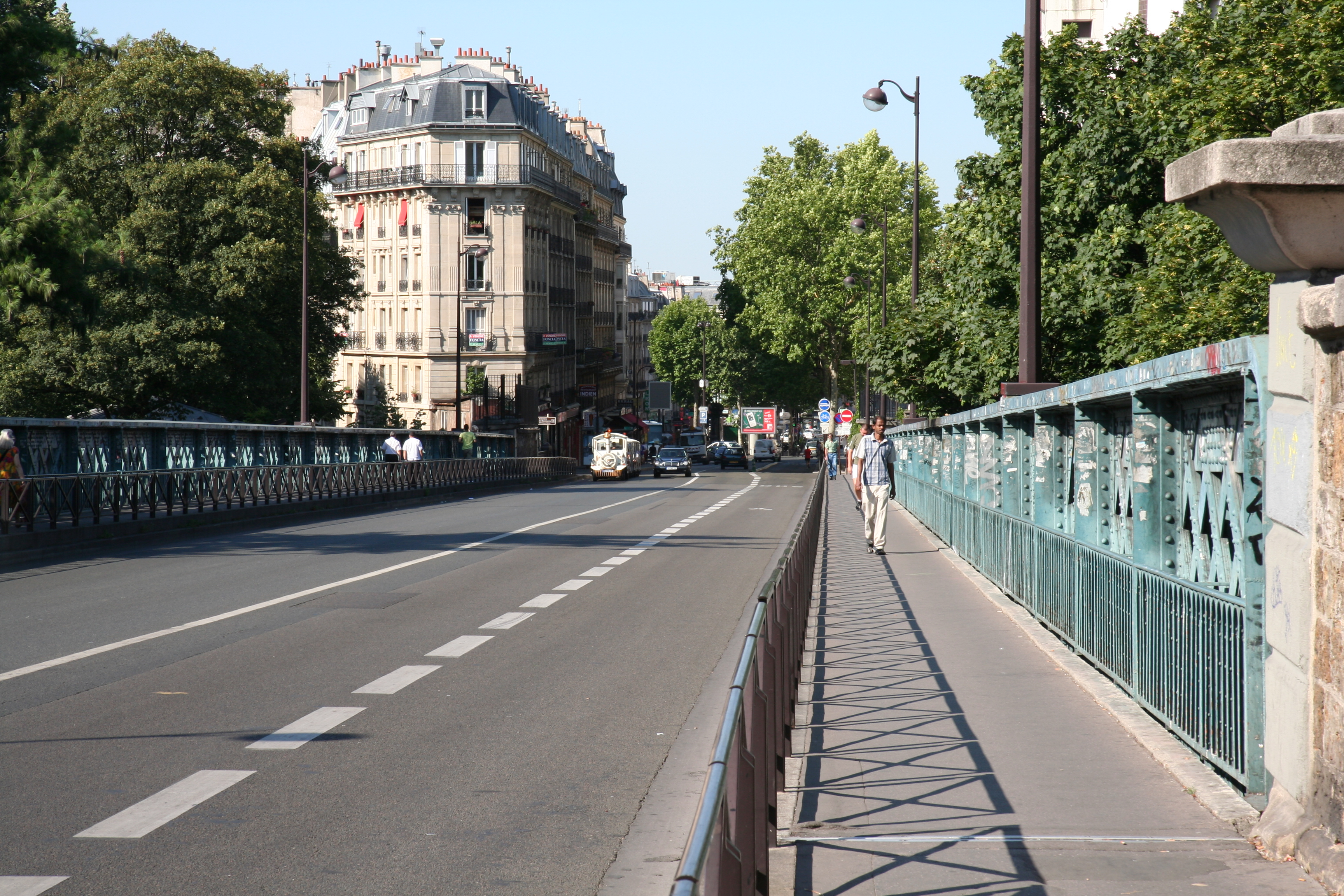
Chaussée de la rue Caulaincourt au dessus du cimetière

Le pont Caulaincourt se situe dans le 18e arrondissement de Paris. Long d'environ 160 m, il est emprunté et supporte la chaussée de la rue Caulaincourt, près de son aboutissement au sud-ouest sur le boulevard de Clichy. Au nord-est, il débouche sur un carrefour patte-d'oie formée par les rues Joseph-de-Maistre, Damrémont et Caulaincourt. C'est un pont métallique, comportant deux voies de circulation et deux trottoirs pour piétons.
Le pont franchit le cimetière de Montmartre dans sa partie sud-est, au niveau des 17e et 18e divisions, tout près du carrefour de la Croix, le sol du cimetière étant situé beaucoup plus bas que le niveau de la voirie à cet endroit. Ce pont prend appui sur six colonnes doriques latérales en fonte, qui prennent appuies sur des fondations implantées dans le cimetière. Sa construction étant faite après l'ouverture du cimetière, il surplombe directement certaines tombes et chapelles, dont les extrémités de certaines touchent quasiment le dessous de son tablier.

## Historique
Le percement de la rue Caulaincourt entre la rue Joseph-de-Maistre et le boulevard de Clichy fut imaginé par le préfet de la Seine, le baron Georges Eugène Haussmann, afin d'offrir un moyen simple « pour tourner la butte Montmartre à l'Ouest », selon ses propos. L'enjambement du cimetière de Montmartre, nécessaire à la création de la nouvelle voie, impliquait la construction d'un viaduc ainsi que le déplacement de quelques sépultures, afin d'y créer les fondations des colonnes de la future structure. Les concessionnaires de toutes les sépultures présentes à l'emplacement des fondations se sont vu offrir de nouveaux lieux d'implantation à la charge de la ville de Paris. Ce fut également le cas pour celles qui étaient dans le coin sud du cimetière, situé au-delà du passage du viaduc.
Néanmoins, lors du débuts des travaux, des descendants de l'amiral Charles Baudin déposèrent une pétition au Sénat. En plus de refuser toute offre d'échange d'emplacement pour la tombe de leur père, présente dans le coin du cimetière se retrouvant coincé par le viaduc, « ils demandèrent l'annulation du décret autorisant le projet, pour cause de violation arbitraire du droit de propriété par la Constitution ».
Selon eux, le projet prévu par le baron Haussmann, dénaturait le caractère religieux du terrain. Ils voyaient dans ces déplacements des corps, une profanation des sépultures et « soutenaient accessoirement l'inutilité de la voie nouvelle ou, plus exactement, la possibilité de desservir, par une autre voie ne touchant pas l'emplacement du cimetière, les intérêts qu'on avait en vue ».
Les 1er et 2 mai 1861, le Sénat a débattu du projet et de la pétition. Au terme de ces deux journées, l'assemblée rejeta le projet de construction d'un pont, par 50 voix contre 38. Quelque temps plus tard malgré tout, le percement de la rue fut déclaré d'utilité publique par un décret du 11 août 1867. 
En 1887, la société Cail (aujourd'hui Fives), est choisie et commence les travaux. C'est un des premiers pont en France (et le premier à Paris) à être construit en poutres acier rivetées. Il est inauguré le 16 décembre 1888 par le préfet Eugène Poubelle, qui, le même jour, pose la première pierre de la mairie du 18e arrondissement de Paris.
En 1887, lors du creusement des fondations de l'ouvrage, un squelette entier de mammouth est découvert, mais seules les dents ont été conservées.
Du fait de l'utilisation très récente de l'acier dans l'architecture urbaine, et donc du peu de recul sur l'observation de sa durabilité, le pont sera remanié à de nombreuses reprises dans les décennies qui suivront. Dès 1895, après 7 ans de service, des problèmes de solidité sont observées. Certaines mailles des poutres ont fléchies et sont voilées, conduisant à un arrêté d'interdiction de circuler. En 1919, des travaux de consolidation des fondations sont réalisés et, en 1932, le pont est élargi. En 1939, le tablier métallique est rénové et renforcé.
En 1987, les dimensions des trottoirs du pont sont considérablement réduites pour augmenter la largeur de la chaussée, et créer une voie de bus sur les deux cotés. Les candélabres Belle Époque sont supprimés et les arbres d’alignements devant les numéros 2-4-6-8-10 de la rue Caulaincourt sont abattus, pour élargir la chaussée et les voies de circulation.
Le tablier a été en partie repeint en mai 2021 et contrôlé et rénové en avril 2024.

## Arts plastiques
Vers 1986, le plasticien Aurèle Ricard - découvrant une affiche d'un chien perdu sur un réverbère de Paris - rencontre Andy Warhol, avec qui il envisage un travail artistique autour de l’image de ce chien : une collection de plusieurs sérigraphies sur ce chien perdu. Mais cette collaboration avorte brutalement à la suite de la mort d’Andy Warhol, le 22 février 1987. Trois jours plus tard, Aurèle expose à Paris à la galerie Duval-Dunner sa représentation de l’affiche du « chien perdu » construite à partir de goudron fondu de la chaussée, et de morceaux de métal récupérés sur les travaux du chantier du pont Caulaincourt, alors en restauration. L'exposition, en devenant le premier hommage public au pionnier du pop art, annonce la fin de l'art industriel, et le Chien perdu en goudron est baptisé la « première œuvre d'art post-industrielle ».

## Postérité
Le pont apparaît dans le film Les Quatre Cents Coups (1959) de François Truffaut. Très attaché au quartier de la place de Clichy qu'il fréquente depuis son enfance, il repose au cimetière de Montmartre, qui est enjambé par le pont.
Il apparaît également dans le film Diabolo Menthe (1977) réalisé par Diane Kurys. Le pont joue un grand rôle dans Le Mariage de Fantômas, roman de Pierre Souvestre et Marcel Allain. Son nom a aussi été immortalisé en langue anglaise par la production britannique de Irma la Douce, créée à Londres le 17 juillet 1958, et mise en scène par Peter Brook ; le troisième numéro comporte les paroles « There is no cure for l'amour on the Bridge of Caulaincourt ».